# Tyrannosaurus Rex (cuento de Ray Bradbury)
Tyrannosaurus Rex es un cuento del escritor estadounidense Ray Bradbury. Fue publicado originalmente con el título The Prehistoric Producer en el Saturday Evening Post del 23 de junio de 1962 y en la revista Argosy en abril de 1963. En 1964 fue incluido como Tyrannosaurus Rex en su colección de cuentos titulada The Machineries of Joy. También apareció en The Stories of Ray Bradbury (1980).

## Argumento
Terwilliger es un animador que realiza una película stop-motion sobre dinosaurios. El productor, Joe Clarence, constantemente encima de él, llega a agobiarle tanto que Terwilliger decide vengarse haciendo que un Tyrannosaurus Rex se le parezca bastante. Clarence, herido en su orgullo, despide a Terwilliger, pero Glass, abogado y asistente de Clarence, encontrará la manera de enderezar el asunto.

## Adaptación televisiva
El propio Bradbury adaptó la historia para la serie televisiva The Ray Bradbury Theater. El episodio titulado Tyrannosaurus Rex fue emitido el 14 de  mayo de 1988. Dirigido por Gilles Béhat estuvo protagonizado por Cris Campion, Daniel Ceccaldi y Jim Dunk.